# Autobahn Longnan–Heyuan
Die Autobahn Longnan–Heyuan oder Longhe-Autobahn (chinesisch 龙河高速公路, Pinyin Lónghé gāosù gōnglù, englisch Longhe Expressway), chin. Abk. G4511, ist eine regionale Autobahn in den Provinzen Jiangxi und Guangdong im Südosten Chinas. Die 127 km lange Autobahn beginnt an der Autobahn G45 bei Longnan und führt in südlicher Richtung über Heping nach Heyuan, wo sie in die Autobahn G25/G35 mündet.